# Fort Dumoine
Pour les articles homonymes, voir Dumoine.
Le fort Dumoine est un poste de traite construit sous le régime français en Nouvelle-France et situé au confluent de la rivière Dumoine et de la rivière des Outaouais, côté nord-ouest. Il a pour but de faciliter le commerce avec les Anishinaabes et de les protéger contre les raids des Iroquois. Le fort est construit sur un lieu de rencontre et d'échange utilisé depuis très longtemps par les Attikameks, les Hurons et d'autres nations amérindiennes du Nord.

En 1762, Alexander Henry passe par l'embouchure de la Dumoine, en route vers Sault Ste-Marie. Il note qu'

« à la bouche de la rivière Du Moine, se trouve un autre fort ou poste de traite, où j'ai trouvé un petit campement d'indiens Maskegons avec qui j'ai échangé plusieurs articles contre des fourrures. »

Abandonné,  le fort Dumoine reprend ses activités, grâce à la Compagnie du Nord-Ouest en 1784. La carte de 1801 d'Alexander Mackenzie [4] indique le tracé de la rivière Du Moine mais ne remonte pas jusqu'à sa source.
En 1811, il devient propriété de la Compagnie de la Baie d'Hudson et ne cessera ces activités qu'en 1860 à cause des compagnies forestières qui, en détruisant les habitats fauniques, firent presque disparaître les castors. Le site se retrouve complètement inondé par le lac Holden, à la suite de la construction du barrage Des Joachims à partir de 1946.